# Canton de Gardanne
Le canton de Gardanne est une circonscription électorale française située dans les Bouches-du-Rhône, dans l'arrondissement d'Aix-en-Provence.
À la suite du redécoupage cantonal de 2014, les limites territoriales du canton sont remaniées. Le nombre de communes du canton passe de 4 à 5.

## Histoire
Le canton de Gardanne a été créé en 1801.
Un nouveau découpage territorial des Bouches-du-Rhône entre en vigueur à l'occasion des élections départementales de mars 2015, défini par le décret du 27 février 2014, en application des lois du 17 mai 2013 (loi organique 2013-402 et loi 2013-403). Les conseillers départementaux sont, à compter de ces élections, élus au scrutin majoritaire binominal mixte. Les électeurs de chaque canton élisent au Conseil départemental, nouvelle appellation du Conseil général, deux membres de sexe différent, qui se présentent en binôme de candidats. Les conseillers départementaux sont élus pour 6 ans au scrutin binominal majoritaire à deux tours, l'accès au second tour nécessitant 12,5 % des inscrits au 1er tour. En outre la totalité des conseillers départementaux est renouvelée. Ce nouveau mode de scrutin nécessite un redécoupage des cantons dont le nombre est divisé par deux avec arrondi à l'unité impaire supérieure si ce nombre n'est pas entier impair, assorti de conditions de seuils minimaux. Dans les Bouches-du-Rhône, le nombre de cantons passe ainsi de 57 à 29. Le nombre de communes du canton de Gardanne passe de 3 à 5.
Le nouveau canton de Gardanne est formé de communes des anciens cantons de Gardanne (3 communes) et de Les Pennes-Mirabeau (2 communes). Le canton est entièrement inclus dans l'arrondissement de Aix-en-Provence. Le bureau centralisateur est situé à Gardanne.

## Représentation

### Conseillers généraux de 1833 à 2015
| Période                                  | Période          | Identité                    | Étiquette                 | Qualité |
| ---------------------------------------- | ---------------- | --------------------------- | ------------------------- | --- |
| 1833                                     | 1836             | Toussaint Borély            | Libéral                   | Procureur à Aix-en-Provence puis vice-président du tribunal de Marseille                                                                  |
| 1836                                     | 1848             | Louis-Vincent Cusin         |                           | Fabricant de soude, maire de Septèmes |
| 1848                                     | 1855             | Jean Roussin                |                           | Négociant, adjoint au maire de Marseille                                                                                                  |
| 1855                                     | 1866 (décès)     | Joseph Lauzier              |                           | Propriétaire au hameau du Pin, maitre de poste, conseiller d'arrondissement                                                               |
| juin 1866                                | 1871             | Paul Rigaud                 |                           | Avocat |
| 1871                                     | 1883             | Alphonse Pautrier           | Républicain "gambettiste" | Maire de Bouc-Bel-Air (1870-1884) |
| 1883                                     | 1892 (décès)     | Joseph Guiraud              | Républicain               | Cultivateur - Maire de Gardanne (1883-1891)                                                                                               |
| 1892                                     | 1905 (démission) | Juvénal Deleuil (1851-1937) | Rad.                      | Substitut du Procureur de la République à Marseille Président du Conseil Général                                                          |
| 1905                                     | 1913             | Agricol Maurel (1852-1954)  | Rad.                      | Industriel, Maire de Gardanne (1896-1911)                                                                                                 |
| 1913                                     | 1940             | Marius Brémond              | Rad.                      | Exploitant forestier, président du Syndicat des fabricants de produiits résineux des Bouches-du-Rhône Propriétaire à Septèmes-les-Vallons |
|                                          |                  |                             |                           | |
| 1945                                     | 1976             | Victor Savine (1891-1978)   | SFIO puis PS              | Mineur, forgeron, puis ajusteur dans les mines Maire de Gardanne (1929-1941 et 1944-1971), ancien conseiller d'arrondissement             |
| 1976                                     | 1997 (démission) | Roger Meï                   | PCF                       | Instituteur Maire de Gardanne depuis 1977 Suppléant du député René Rieubon (1973-1978) Député (1996-2002)                                 |
| 1997                                     | 2001             | Michel Ré                   | PCF                       | Adjoint au maire de Gardanne |
| 2001                                     | 2008             | Richard Mallié              | UDF-DL puis UMP           | Docteur en chirurgie dentaire Député (2002-2012) Ancien Maire de Bouc-Bel-Air (1989-2002)                                                 |
| 2008                                     | 2015             | Claude Jorda                | PCF                       | Conseiller municipal de Gardanne, délégué à la citoyenneté, aux actions participatives, à la vie de quartiers (2014-2020)                 |
| Les données manquantes sont à compléter. |                  |                             |                           | |

### Conseillers d'arrondissement (de 1833 à 1940)
| Période                                  | Période                        | Identité                                | Étiquette          | Qualité |
| ---------------------------------------- | ------------------------------ | --------------------------------------- | ------------------ | --- |
| 1833                                     | 1839                           | Joseph Vaussan                          |                    | Percepteur, juge de paix à Gardanne                                                                         |
| 1839                                     | 1848                           | Marquis Alphonse de Gueydan (1783-1853) |                    | Propriétaire du château de Valabre à Gardanne                                                               |
|                                          |                                |                                         |                    | |
| 1852                                     | 1855                           | Joseph Lauzier                          |                    | Maitre de poste, propriétaire hameau du Pin à Gardanne                                                      |
|                                          |                                |                                         |                    | |
| av.1870                                  | 1871                           | Fortuné Hermitte                        |                    | Ancien Président du Tribunal de commerce                                                                    |
| 1871                                     | 1874                           | Louis Marius Panisson                   | Républicain        | Notaire, huissier, maire des Pennes                                                                         |
| 1874                                     | 1880                           | Antoine Pierre Oreille (1827-1894)      | Républicain        | Charretier, propriétaire, maire de Septèmes                                                                 |
| 1880                                     | 1892                           | Ferdinand Maurel                        | Républicain        | Maire de Gardanne (1878-1880)                                                                               |
| 1892                                     | 1910                           | Irénée Arvieux                          | Radical            | Propriétaire à Bouc-Bel-Air                                                                                 |
| 1910                                     | 1912 (décès)                   | Alphonse Deleuil                        |                    | Maire de Gardanne (1911-1912)                                                                               |
| 1912                                     | 1919                           | siège vacant                            |                    | |
| 1919                                     | 1926 (démission)               | Élisée Bourtin                          | PRS                | Maire de Gardanne (1912-1919)                                                                               |
| 1926                                     | 1928                           | Émile Escoffier                         | Radical            | Avocat à Aix                                                                                                |
| 1928                                     | 1931 (décès)                   | Pierre Tramoni                          | SFIO               | Maire de Septèmes-les-Vallons                                                                               |
| 7 juin 1931                              | 10 juillet 1931 (invalidation) | Édouard Bouffier                        | SFIO               | Négociant, maire des Pennes-Mirabeau                                                                        |
| 1931                                     | 1934                           | Victor Savine                           | Soc.ind. puis SFIO | Mineur, forgeron, puis ajusteur dans les mines Maire de Gardanne (1929-1941)                                |
| 1934                                     | 1940                           | Édouard Bouffier                        | Soc.ind.           | Négociant, maire des Pennes-Mirabeau                                                                        |
| 1940                                     |                                |                                         |                    | Les conseils d'arrondissement ont été suspendus par la loi du 12 octobre 1940 et n'ont jamais été réactivés |
| Les données manquantes sont à compléter. |                                |                                         |                    | |

### Conseillers départementaux après 2015
| Période élective | Période élective | Mandat | Mandat   | Identité      | Nuance | Nuance | Qualité                                                                        |
| ---------------- | ---------------- | ------ | -------- | ------------- | ------ | ------ | ------------------------------------------------------------------------------ |
| 2015             | 2021             | 2015   | 2021     | Rosy Inaudi   |        | EELV   | Psychologue du travail, conseillère municipale des Pennes-Mirabeau depuis 2020 |
| 2015             | 2021             | 2015   | 2021     | Claude Jorda  |        | PCF    | Conseiller municipal de Gardanne                                               |
| 2021             | 2028             | 2021   | en cours | Agnès Amiel   |        | LR     | Chef d'entreprise, adjointe au maire des Pennes-Mirabeau                       |
| 2021             | 2028             | 2021   | en cours | Hervé Granier |        | LR     | Chef d'entreprise, maire de Gardanne depuis 2020                               |

### Résultats détaillés

#### Élections de mars 2015
À l'issue du 1er tour des élections départementales de 2015, deux binômes sont en ballottage : Martine Fornerone et Maximilien Fusone (FN, 35,23 %) et Rosy Inaudi et Claude Jorda (DVG, 24,78 %). Le taux de participation est de 48,04 % (24 405 votants sur 50 805 inscrits) contre 48,55 % au niveau départemental et 50,17 % au niveau national.
Au second tour, Rosy Inaudi et Claude Jorda (DVG) sont élus avec 51,24 % des suffrages exprimés et un taux de participation de 50,23 % (12 137 voix pour 25 517 votants et 50 805 inscrits).

#### Élections de juin 2021
Le premier tour des élections départementales de 2021 est marqué par un très faible taux de participation (33,26 % au niveau national). Dans le canton de Gardanne, ce taux de participation est de 33,64 % (17 236 votants sur 51 232 inscrits) contre 32,44 % au niveau départemental. À l'issue de ce premier tour, deux binômes sont en ballottage : Agnès Amiel et Hervé Granier (Union au centre et à droite, 34,52 %) et Chantal Cruveiller Giacalone et Maximilien Fusone (RN, 33,48 %).
Le second tour des élections est marqué une nouvelle fois par une abstention massive équivalente au premier tour. Les taux de participation sont de 34,3 % au niveau national, 35,52 % dans le département et 35,79 % dans le canton de Gardanne. Agnès Amiel et Hervé Granier (Union au centre et à droite) sont élus avec 59,64 % des suffrages exprimés (10 155 voix pour 18 341 votants et 51 244 inscrits),,. 

## Composition

### Composition du canton de Gardanne créé en 1801
Communes de Gardanne, Bouc-Bel-Air, Mimet, Simiane-Collongue, Les Pennes-Mirabeau, Cabriès et Septèmes-les-Vallons.

### Composition avant 2015

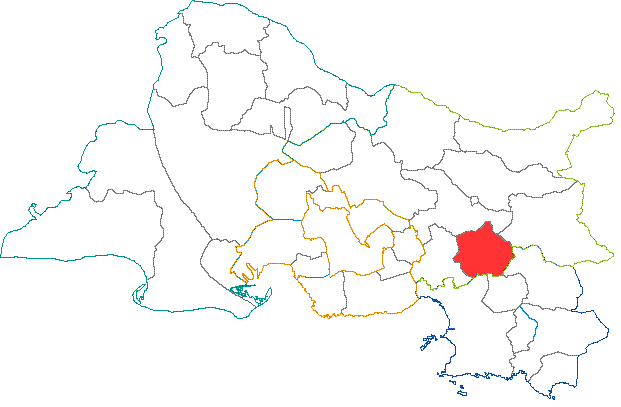
Situation du canton de Gardanne dans le département des Bouches-du-Rhône avant 2015.

| Nom                  | Code Insee | Codepostal | Superficie (km2) | Population (dernière pop. légale) | Densité (hab./km2) |
| -------------------- | ---------- | ---------- | ---------------- | --------------------------------- | ------------------ |
| Gardanne (chef-lieu) | 13041      | 13120      | 27,02            | 20 474 (2010)                     | 758                |
| Bouc-Bel-Air         | 13015      | 13320      | 21,75            | 13 679 (2010)                     | 629                |
| Mimet                | 13062      | 13105      | 18,70            | 4 536 (2012)                      | 243                |
| Simiane-Collongue    | 13107      | 13109      | 29,84            | 5 437 (2012)                      | 182                |

### Composition à partir de 2015
Le nouveau canton de Gardanne comprend cinq communes entières.
| Nom                              | Code Insee | Intercommunalité                   | Superficie (km2) | Population (dernière pop. légale) | Densité (hab./km2) | Modifier                                    |
| -------------------------------- | ---------- | ---------------------------------- | ---------------- | --------------------------------- | ------------------ | ------------------------------------------- |
| Gardanne (bureau centralisateur) | 13041      | Métropole d'Aix-Marseille-Provence | 27,02            | 21 534 (2022)                     | 797                | modifier les données · modifier les données |
| Mimet                            | 13062      | Métropole d'Aix-Marseille-Provence | 18,70            | 4 147 (2022)                      | 222                | modifier les données · modifier les données |
| Les Pennes-Mirabeau              | 13071      | Métropole d'Aix-Marseille-Provence | 33,66            | 22 423 (2022)                     | 666                | modifier les données · modifier les données |
| Septèmes-les-Vallons             | 13106      | Métropole d'Aix-Marseille-Provence | 17,84            | 12 018 (2022)                     | 674                | modifier les données · modifier les données |
| Simiane-Collongue                | 13107      | Métropole d'Aix-Marseille-Provence | 29,84            | 5 823 (2022)                      | 195                | modifier les données · modifier les données |
| Canton de Gardanne               | 1309       |                                    | 127,06           | 65 945 (2022)                     | 519                | modifier les données                        |

## Démographie

### Démographie avant 2015
| 1962   | 1968   | 1975   | 1982   | 1990   | 1999   | 2006   | 2011   | 2012   |
| ------ | ------ | ------ | ------ | ------ | ------ | ------ | ------ | ------ |
| 15 833 | 18 577 | 22 055 | 29 240 | 37 144 | 41 064 | 44 859 | 44 179 | 44 433 |

### Démographie depuis 2015
En 2022, le canton comptait 65 945 habitants, en évolution de +5,02 % par rapport à 2016 (Bouches-du-Rhône : +2,48 %, France hors Mayotte : +2,11 %).
| 2013   | 2018   | 2022   |
| ------ | ------ | ------ |
| 60 621 | 63 892 | 65 945 |